# Дяволска кула
Дяволската кула (на английски: Devils Tower) е скално образувание, подобно на обелиск, в Североизточен Уайоминг, САЩ.
То е първият национален паметник в САЩ, обявен на 24 септември 1906 г. от президента Теодор Рузвелт. Представлява група от некове с височина 386 m. Диаметърът на основата им е около 300 m, а на върха – приблизително 85 m.

## Произход
Според учените кулата започва да се формира преди 50 милиона години, когато извираща магма се излива през пукнатините на повърхността. В течение на много години меките скали около втвърдената магма се разрушават и откриват група от многостенни некове, наподобяващи колони.
Според други теории „Дяволската кула“ е отдавна изгаснал огромен вулкан.

## Легенди
Най-разпространената легенда гласи, че 7 малки момичета от индианското племе кайови бягали от мечка. Те се качили на невисока скала и тя започнала да се издига, отнасяйки ги надалеч от мечката. В яростта си мечката издрала скалата, оставяйки вдлъбнатини по нея. Накрая умряла от изтощение, а децата живеят и днес, като седемте звезди в съзвездието „Плеяди“.

## Откриване
Дяволската кула се вижда от 160 km. Тя служи за ориентир на първите европейски заселници. През 1875 г. полковник Ричард Додж нарича върха на кулата „недостъпен за безкрили същества“. Той води научна експедиция за геоложки изследвания и дава името на кулата, узнавайки, че шайените я наричат „Кулата на лошия Бог“ заради злия бог на върха ѝ, който бие барабани и хвърля гръмотевици.

## Изкачвания
Първият изкачил се е местният фермер Уилям Роджърс. Той се изкачва с пълзене, използвайки стълба от клинове, забита във вертикални пукнатини и свързани помежду си. Някои от тези дървени клинове все още стоят по скалата и могат да бъдат видени.
Парашутист се приземява на върха през 1940-те години. Изгубвайки въжето си, той остава там 6 дни, преди да го спасят.
Днес Дяволската кула е посещавана от близо 400 000 туристи годишно, като 1% от тях изкачват кулата. От върха ѝ се виждат 5 щата: Уайоминг, Монтана, Северна Дакота, Южна Дакота и Небраска.
Любопитно е да се знае, че кулата е свещено място за над 20 индиански племена, сред които са
лакота (сиукси), шайени, киова. Някои от тези племена и до днес практикуват своите свещени ритуали край нея.